# Haus mit der Uhr (Mariupol)

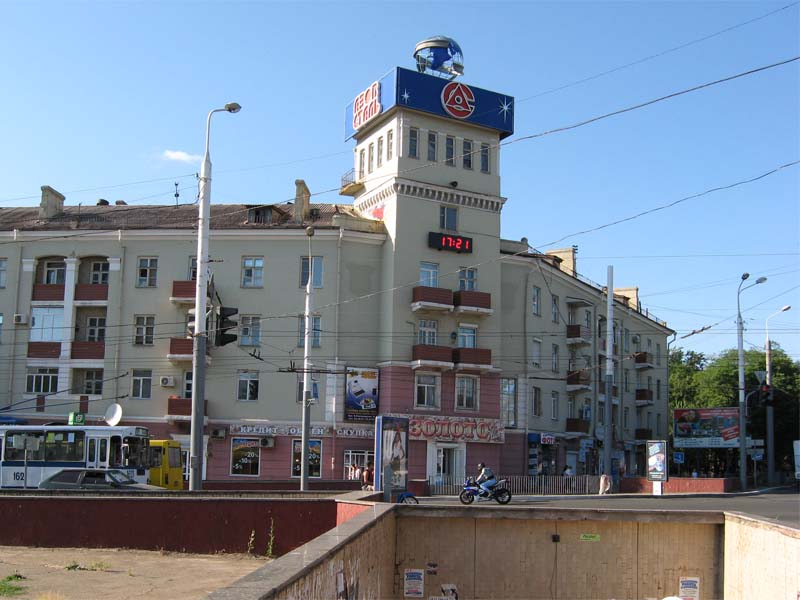
Zustand 2007

Das Haus mit der Uhr (ukrainisch Будинок з годинником Budynok z hodynnykom, russisch Дом с часами Dom s tschasami) war ein markantes Wohnhaus in Mariupol in der ukrainischen Oblast Donezk, in dem mehrere bedeutende Künstler der Stadt wirkten. Es galt als eines der Wahrzeichen und wurde im Frühjahr 2022 im russischen Angriffskrieg gegen die Ukraine schwer beschädigt und im Januar 2023 durch die russischen Besatzer abgerissen.

## Lage und Name
Das Haus mit der Uhr befand sich an der Hauptkreuzung Mariupols und wurde daher teils auch Hauptuhrturm (russisch Главная часовая башня Glawnaja tschasowaja baschnja), Hauptuhr von Mariupol (russisch Главные часы Мариуполя Glawnye tschasy Mariupolja) und Gebäude mit Uhrturm (russisch Здание с башней Zdanie s baschnej) genannt. Dies erklärt sich daraus, dass es zwischen den späten 1930er Jahren und den späten 1980er Jahren keine einzige Kirche mit Uhr- oder Glockenturm in Mariupol gab. Mit der Erbauung des damaligen Leninprospekts (später Miru Prospekt) entstanden eine Reihe von Wohnhäusern mit Ecktürmen, die diese Straßenecken besonders hervorheben sollten. Die Mehrzahl davon befand sich am Theaterplatz – etwa die Häuser Kuindschi-Straße 35 und 48. Beim Haus mit der Uhr traf der Miru Prospekt (ukrainisch Проспект Миру Prospekt Miru) – wenige hundert Meter westlich vom Theater – auf den Metalurgiw Prospekt (ukrainisch Проспект Металургів Prospekt Metalurgiw). Beide Straßen sind hier Teil der wichtigen Fernstraße M-14, die am Gebäude nach Westen bzw. Norden abbiegt. Vor dem Gebäude befand sich daher ein für Mariupol sonst untypischer Fußgängertunnel, der die Kreuzung zusätzlich heraushob, weshalb das Gebäude auch manchmal Haus an der Unterführung (russisch Дом у подземного перехода Dom u podzemnogo perechoda) genannt wurde.

## Geschichte und Baubeschreibung
Wie so viele Gebäude entlang des Lenin-Prospekts wurde das Haus in den 1950er Jahren errichtet. Es entstand ein Eckturm mit Seitenflügeln, der relativ schlicht gestaltet wurde. Am Turm wurde ein Maschikuli angedeutet. Die Fassade wurde durch unterschiedlich gestaltete Balkone sowie verstreute Pilaster aufgelockert, das Dach durch Gauben. Das Erdgeschoss hob sich durch die Verwendung von Rustizierung von den Obergeschossen ab. Wiktor Michailowitsch Arnautow richtete hier nach seiner Rückkehr nach Mariupol in den 1960er Jahren seine Werkstatt ein und schuf mehrere bekannte Mosaike in der Stadt, darunter das Wandbild Von den Skythen ins Weltall (russisch От скифов к космосу Ot skifow k kosmosu) im Flughafen von Mariupol und ein Wandbild im Haus der Kommunikation. Ihm folgten unter anderem Lel Kuzminkow (Лель Кузьминков) und Hryhorij Pryschedko (ukrainisch Григорій Пришедько), die ebenfalls für mehrere bedeutende Mosaike in Mariupol verantwortlich waren. Der letzte in der 8 × 8 Meter großen Turmstube wirkende Künstler war Walentin Konstantinow (Валентин Константинов), ein weiterer Erschaffer von monumentalen Wandmosaiken in Mariupol. Nach seinem Tod im Jahr 2012 blieb diese Kammer ungenutzt. Aufgrund seiner Lage und Nutzungsgeschichte galt das Haus – zusammen mit Theater und Wasserturm – als eines der Wahrzeichen der Stadt. Mehr als die Hälfte aller der vor dem russischen Überfall auf die Ukraine 2022 geschaffenen Mosaike Mariupols geht auf diese vier Personen zurück.

### Umbauten
Das Aussehen des Eckturms wurde mehrfach stark verändert. Zeitweise befand sich an ihm Werbung für das einheimische Unternehmen Asow-Stahl, die aus einem Schriftzug und dem Logo in rot auf blauem Untergrund am oberen Turmbereich und einer Weltkugel auf diesem bestand. Diese Installation wurde vor dem Jahr 2019 beseitigt. Ebenso die am Turm angebrachte Digitaluhr, die einer schlichten Zeigeruhr wich. Planungen, in dem Gebäude ein Stadtmuseum für die dort wirkenden Künstler mit dem Fokus auf deren Monumentalkunst einzurichten, scheiterten am Widerstand der Bewohner sowie an der schwer zugänglichen Lokalität selbst im Jahr 2021. Zugleich erfolgte seit April 2021 eine Sanierung des Gebäudes, in deren Rahmen die Außenfassade stark verändert wurde. Das Erdgeschoss wurde danach nur noch farblich (braun) von den Obergeschossen getrennt, die Turmecke wurde durch weiße Quadersteine zusätzlich betont. Der Turm erhielt ein Pyramidendach und eine neue repräsentative Uhr mit zirka 3 Metern Durchmesser und römischem Ziffernblatt wurde installiert. Für diese Uhr musste ein Fenster verlegt werden. Zudem wurde die Uhr mit einer eigenen Glocke ausgestattet. Die Eröffnung des sanierten Hauses erfolgte zum Stadttag Mariupols im September 2021. Geplant war die Fortsetzung von Instandsetzungsarbeiten im Jahr 2022, bei der eine Lichtinstallation, die sich dem Leben von Archip Iwanowitsch Kuindschi widmet, ein Blitzableiter und Reparaturen an der Hofseite vorgesehen waren. Zudem war geplant, die Uhr um Figuren zu ergänzen.

### Zerstörung
Zuletzt befanden sich im Erdgeschoss Handyshops, eine Parfümerie, ein Friseursalon  oder auch ein Optiker. Zudem waren im Gebäude ein Soziales Dienstleistungszentrum (ukrainisch Центр соціального обслуговування Zentr sozialnogo obslugowuwannja) und eine Apotheke untergebracht. Während der Belagerung von Mariupol wurde das Gebäude schwer beschädigt und brannte im April 2022 weitgehend aus. Die gerade erst sanierten Elemente wie die Uhr oder das Turmdach wurden zerstört. Seitdem standen nur noch der Turm und die Straßenfassaden sowie weitere Reste der Außenwände als Brandruine. Im Dezember 2022 begannen die russischen und prorussischen Besatzer mit dem Abriss des Gebäudes. Zunächst wurde der nördliche Gebäudeflügel am Metalurgiw Prospekt beseitigt, dann der Rest des Gebäudes.

### Neubebauung
Im Oktober 2023 wurde bekannt gegeben, dass an der Stelle des Hauses ein neues Haus mit Uhr entstehen soll. In dem teils neungeschossigen Gebäude sollen sich 122 Wohnungen befinden. Zudem ist ein Turm mit Galerie und Uhr sowie ein Museum für Wiktor Arnautow vorgesehen. Die Einweihung ist für Ende 2024 vorgesehen. Im März 2024 wurde die Fertigstellung des Gebäuderahmens des nun achtgeschossigen Gebäudes verkündet. Die Uhr wird durch einen Bildschirm an der Fassade imitiert.